# Элмонт, Декс
Декс Элмонт (фр. Daxenos Richard René Elmont, род. 10 января 1984, Роттердам, Южная Голландия) — нидерландский дзюдоист, чемпион и призёр чемпионатов Нидерландов и Европы, призёр чемпионатов мира, участник трёх Олимпиад.

## Карьера
Выступал в полулёгкой (до 66 кг) и лёгкой (до 73 кг) весовых категориях. Чемпион (2009), серебряный (2012) и бронзовый (2014) призёр чемпионатов Европы. Серебряный (2010, 2011) и бронзовый (2013) призёр чемпионатов мира.
На летних Олимпийских играх 2008 года в Пекине Элмонт выступал в категории до 66 кг. В первой схватке он победил мозамбикца Эдсона Мадейру, но затем уступил американцу Тэйлору Такате и выбыл из борьбы за медали.
На следующей Олимпиаде в Лондоне Элмонт перешёл в следующую весовую категорию. Он победил гайанца Эммануэля Нартея, бразильца Бруно Мендосу и француза Юго Леграна. В полуфинале он уступил японцу Рики Накая, а в утешительном финале за 3 место проиграл монголу Сайнжаргалыну Ням-Очиру и остался без наград Олимпиады.
На летних Олимпийских играх 2016 года в Рио-де-Жанейро победил узбека Мирали Шарипова, но проиграл венгру Миклошу Унгвари и занял итоговое 9-е место.